# Ulica Antoniego Cieszyńskiego we Wrocławiu

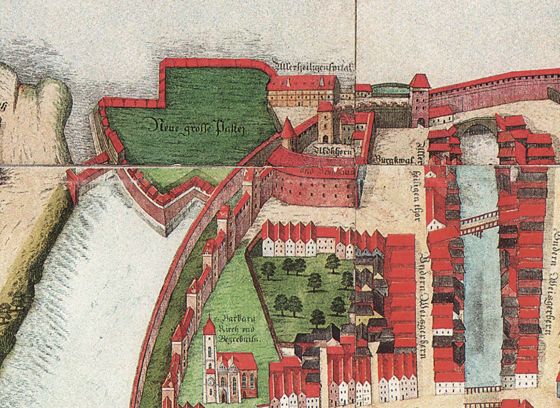
Ulica Cieszyńskiego zaznaczona jako Burgkwal na planie Bartłomieja Weihnera z roku 1562

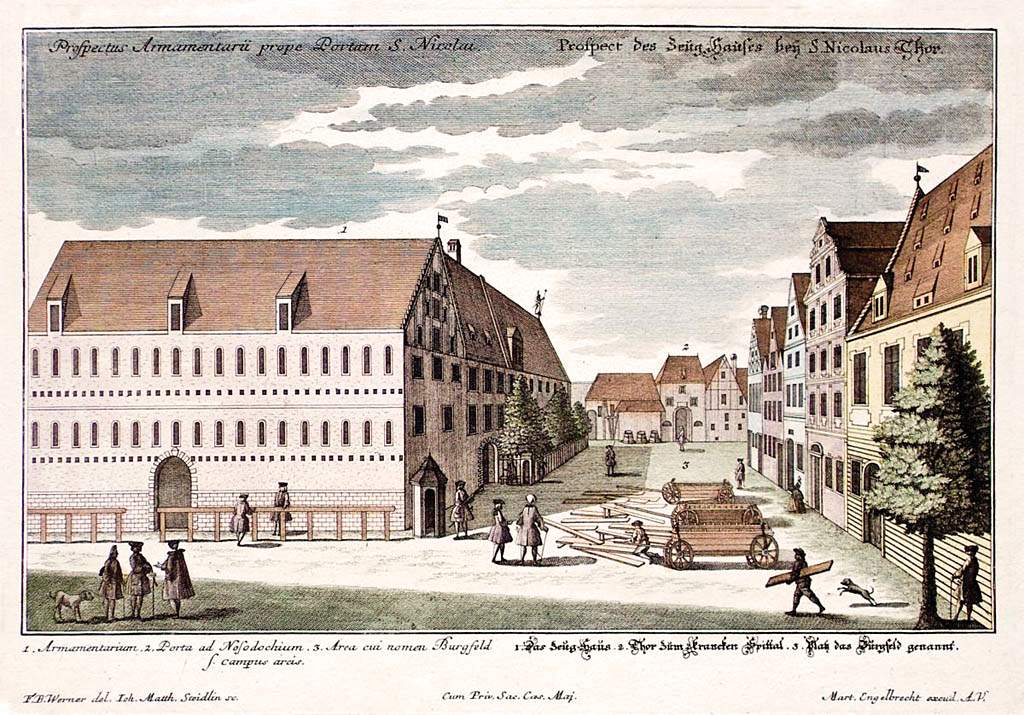
Arsenał oraz zabudowa północnego odcinka ulicy na rycinie Jana Macieja Steidlina wykonanej na podstawie rysunku Fryderyka Bernarda Wernhera z roku 1730

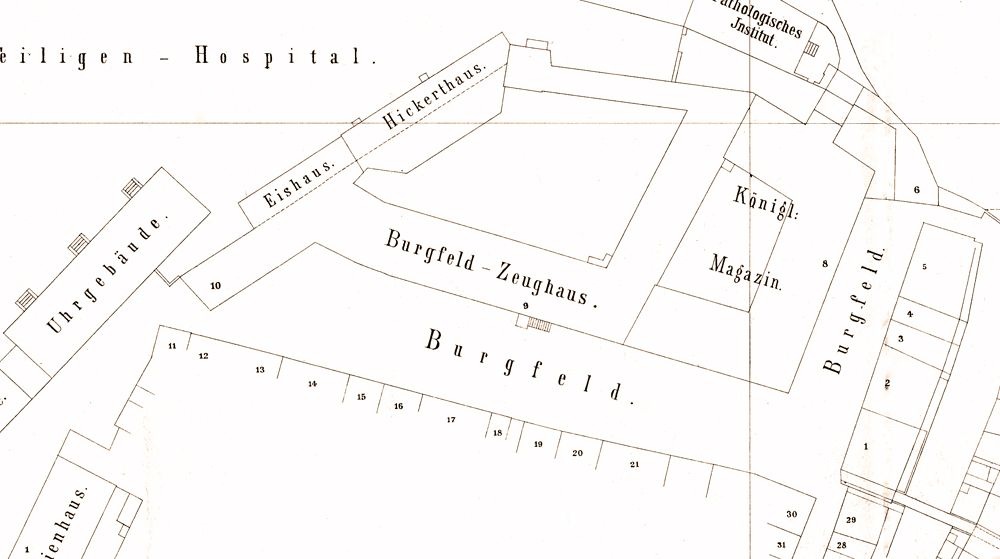
Ulica Burgfeld i numeracja jej posesji na planie sekcyjnym Wrocławia w skali 1:1000 z roku 1884

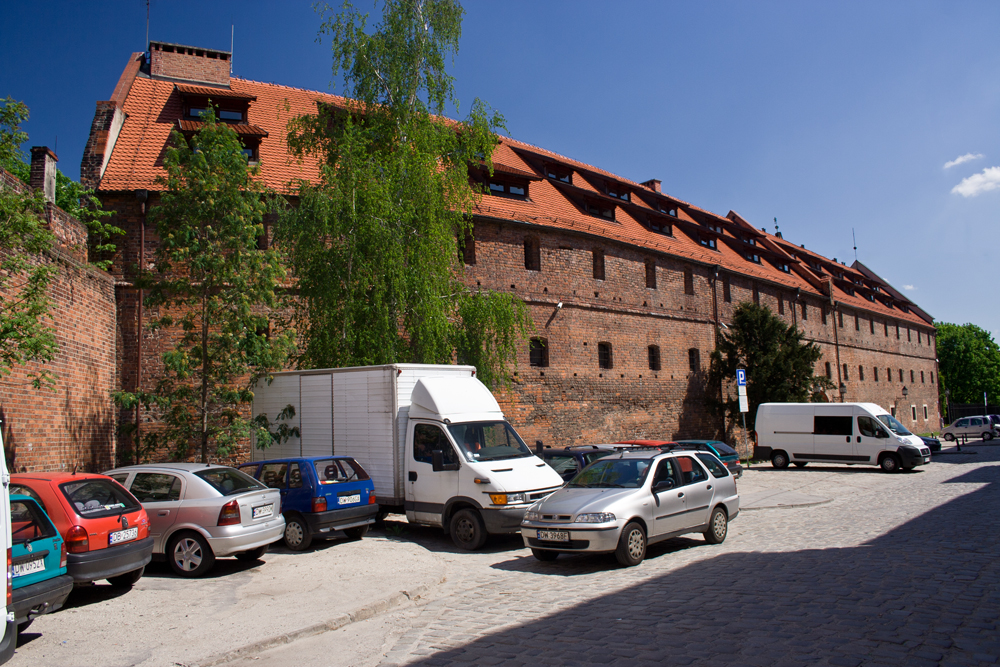
Ulica Cieszyńskiego od strony zachodniej – fragment zrekonstruowanych murów obronnych i południowe skrzydło arsenału

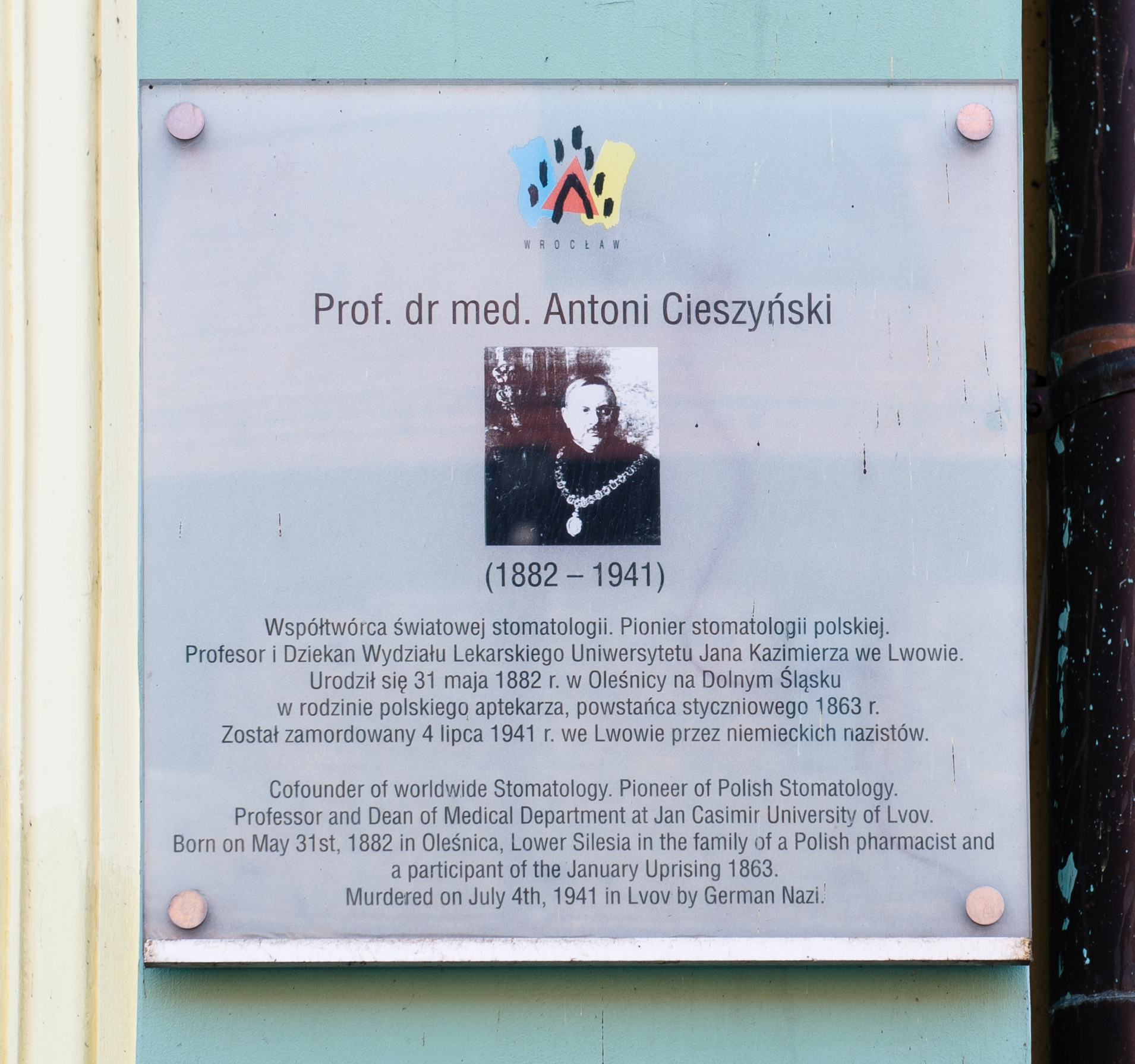
Tablica upamiętniająca Antoniego Cieszyńskiego na budynku hotelu – dawnej siedzibie kliniki stomatologicznej

Ulica Antoniego Cieszyńskiego – jedna z ulic Starego Miasta we Wrocławiu.

## Położenie
Ulica znajduje się w północno-zachodniej części Starego Miasta na obszarze pomiędzy trasą W-Z a zabudowaniami nieczynnego już szpitala im. Babińskiego. Ulica składa się z dwóch przecinających się pod kątem prostym odcinków. Krótszy odcinek skierowany w kierunku północnym jest sięgaczem i kończy się przy bramie dawnego szpitala, ma on długość 45 m i pełni obecnie funkcję parkingu samochodowego. Dłuższy odcinek prowadzący w kierunku zachodnim ma swój początek na skrzyżowaniu z ulicą Nowy Świat, która w tym miejscu stanowi zachodnią nitkę trasy W-Z, na swoim drugim krańcu natomiast łączy się z ulicą Wszystkich Świętych, która w czasie funkcjonowania szpitala im. Babińskiego była w swojej północnej części zamknięta dla ruchu, a odcinek ten tym samym również był wówczas „ślepą uliczką”. Ma on długość 147 m. Numeracja budynków przy ulicy Cieszyńskiego została wprowadzona w roku 1824. Była to stosowana wówczas powszechnie numeracja okrężna, budynki wschodniej pierzei odcinka północnego miały numery 1–5, zamykające ulicę od północy budynki szpitala miały numery 6 i 7, stanowiący zachodnią pierzeję tego odcinka budynek magazynu wojskowego miał nr 8, arsenał i jego dobudówka tworzące północną pierzeję odcinka południowego i jego zamknięcie od zachodu miały numery 9 i 10, a kamienice i niezabudowane posesje tworzące południową pierzeję otrzymały z kolei numery od 11 do 22. W przeciwieństwie do innych wrocławskich ulic, którym na początku XX w. zmieniano numerację z okrężnej na równoległą, numery nadane domom utrzymały się do dziś.

## Nazwa
Pierwsza wzmianka o miejscu, w którym znajduje się dziś ulica Cieszyńskiego, pochodzi z roku 1346 i wymienia nazwę Wallgasse – ulica Wałowa. Być może była tu jakaś niewielka uliczka lub ścieżka prowadząca wzdłuż linii nowo wybudowanych wówczas murów miejskich. Pod koniec XIV w. wymieniana jest już jako Burgwall – Wał Grodzki. W różnych dokumentach używanych jest kilka form pisowni: Burgwahl, Berkfal, Burgkwall. Taka nazwa utrzymała się do końca XVI stulecia, wymieniona jest jeszcze na najstarszym planie Wrocławia autorstwa Bartłomieja Weihnera z roku 1562. W roku 1593 po raz pierwszy użyto określenia Burgfeld – Pole Grodzkie (Zamkowe), które stało się oficjalną nazwą używaną do roku 1945 z tym że pod koniec XVIII w. północny odcinek biegnący w kierunku bramy szpitala nazywano potocznie Klein Burgfeld. W niektórych dokumentach pisanych po łacinie używano nazwy forum acris. Niemieckie nazwy sugerują więc obecność w najbliższym otoczeniu jakiejś ufortyfikowanej budowli. Obecność takiego obiektu potwierdziły prowadzone po II wojnie światowej badania archeologiczne. Człon „feld”, czyli pole określał dodatkowo charakter tego miejsca, ponieważ było ono bardziej placem niż ulicą. Obecna polska nazwa została nadana w roku 1945, zaproponował ją prof. Tadeusz Owiński pierwszy kierownik uniwersyteckiej Kliniki Stomatologicznej, która swoją tutejszą siedzibę przejęła już w maju 1945 r. Nazwa upamiętnia Antoniego Cieszyńskiego urodzonego w Oleśnicy pod Wrocławiem lwowskiego stomatologa, profesora Uniwersytetu Jana Kazimierza, zamordowanego przez hitlerowców na Wzgórzach Wuleckich w nocy z 3 na 4 lipca 1941 r. Ulica Cieszyńskiego jest więc jedną z kilku ulic Starego Miasta, którym nie nadano po roku 1945 polskiej nazwy będącej tłumaczeniem historycznej nazwy niemieckiej. W latach 1963–1965 próbowano przemianować ulicę Cieszyńskiego na Wałową. Było to nawiązaniem do czternastowiecznej nazwy, jednak ta zmiana nie utrzymała się, wobec czego Antoni Cieszyński nadal jest patronem ulicy.

## Historia
Miejsce, gdzie dziś znajduje się arsenał i inne budynki ulicy Cieszyńskiego, na przełomie XIII i XIV w. zajmował obszerny plac, którego ówczesne przeznaczenie nie jest znane. Ograniczony był od wschodu pierwszą linią murów obronnych oraz nurtem Czarnej Oławy będącej jej fosą. Od północy i zachodu plac ten ograniczała nowsza linia murów obronnych wzniesionych w pierwszej połowie XIV w. Wyniki badań archeologicznych opublikowane pod koniec lat siedemdziesiątych XX w. dają zarys informacji o tutejszym osadnictwie w początkach istnienia miasta lokacyjnego. W drugiej połowie XIII w. w miejscu dzisiejszego arsenału wznoszono zamek, prawdopodobnie dla księcia Henryka IV Probusa, otoczony murem z czterema wieżami. Niedokończony zamek wkrótce spłonął i nie został odbudowany, a stałe osadnictwo powróciło tu dopiero w połowie XV w. wraz z rozpoczęciem budowy spichlerza miejskiego. Wcześniej wielokrotnie snuto domysły odnośnie do powiązań tego miejsca z jakimś bliżej nieokreślonym zamkiem związanym z nazwą „Burgfeld”. Niektóre źródła sugerowały związki z nieco odległym zamkiem piastowskim, który stał w miejscu obecnego gmachu głównego uniwersytetu, inne wskazywały na obecność zamku właśnie w miejscu dzisiejszego arsenału. Niewiele wiadomo o pierwszej biegnącej tędy drodze wymienionej w księdze ławników w roku 1346. Dokument ten mówi o uliczce Wałowej na kępie – walgassen uf dem werde. Być może Odra obiegała w tym miejscu nieduży spłacheć ziemi. Wiadomo też, że prowadziła ona do rzeźni, znajdującej się u wylotu dzisiejszej ulicy Rzeźniczej, co wspomina inny dokument wystawiony rok później. Mowa w nim o ulicy Wałowej na tyłach kutlofu – erbe daz do lit in der walgassin hinder deme kotilhofe.
W następnych latach na niezabudowanym placu urządzano wyścigi konne, turnieje rycerskie, pobory rekruta oraz musztry i ćwiczenia obronne mieszczan podlegających obowiązkowej służbie na rzecz obrony miasta. Powstała także tutaj pierwsza strzelnica bractwa kurkowego, wymieniana w źródłach już w roku 1466. W roku 1459 rozpoczęto na środku placu budowę spichlerza miejskiego, który przez następne dwa stulecia powiększano o dodatkowe skrzydła i który wkrótce zaczął także pełnić funkcję arsenału miejskiego. Prawdopodobnie w tym samym czasie powstała zabudowa mieszkalna ulicy w postaci dwóch rzędów domów. Pierwszy z nich powstał wzdłuż zachodniej pierzei odcinka prowadzącego do Furty Wodnej. Domy te powstały bezpośrednio nad brzegiem płynącej wzdłuż ich tylnej strony Czarnej Oławy i zajmowali je podobnie jak w przypadku budynków na przeciwległym jej brzegu białoskórnicy. Dom nr 1 przy ul. Cieszyńskiego, o którym pierwsza wzmianka pochodzi z roku 1467 był przez następne stulecia siedzibą cechu tych rzemieślników. Z kolei ostatni w tej pierzei, dom nr 5 był siedzibą cechu rymarzy. Druga linia zabudowy w postaci szczytowo ustawionych domów zapewne o konstrukcji szkieletowej powstała na odcinku prostopadłym do ulicy Nowy Świat.
W roku 1526 z inicjatywy Jana Hessa – pierwszego luterańskiego pastora we Wrocławiu przystąpiono do budowy szpitala Wszystkich Świętych, którą ukończono w roku następnym. Powstał on tuż za linią murów obronnych na zachód od Furty Wodnej i początkowo był przeznaczony dla chorych na dżumę oraz chorych psychicznie. Pełnił on także funkcję domu opieki. W związku z budową szpitala w roku 1529 zlikwidowano ostatecznie strzelnicę bractwa kurkowego, którą przeniesiono na Międzymurze w okolice dzisiejszej ulicy Teatralnej. W latach 1544–1551 przystąpiono do rozbudowy systemu fortyfikacji miejskich w systemie włoskim poprzez budowę bastionów. W północno-zachodnim narożniku linii murów miejskich, na tyłach szpitala Wszystkich Świętych powstał Bastion Kleszczowy, którego zadaniem była obrona murów aż po Bramę Mikołajską i zachodniego odcinka nabrzeża Odry. Na najstarszym planie Wrocławia wykonanym w roku 1562 widoczny jest plac podpisany jako Burgkwal, w jego zachodniej części stoi budynek spichlerza i arsenału – Aldtkorn und Zeughauss składający się na razie z jednego skrzydła i bezpośrednio przylegający do murów miejskich, od północy plac zamyka furta zwana tu Bramą Wszystkich Świętych – Allerheilignthor, obok niej za murami miejskimi budynek szpitala Allerheiligenspital, a na zachód od niego bastion kleszczowy Neu grosse Bastei. Południową pierzeję tworzyło jedenaście domów, a wschodnią pięć. W części zachodniej było jeszcze wąskie przejście prowadzące na teren cmentarza św. Barbary.
Charakter tego miejsca zmienił się wraz z powstaniem nowych budynków arsenału oraz wzniesieniu w latach 1743–1745 czterokondygnacyjnego magazynu wojskowego, dzięki czemu rozmiar placu zmniejszył się znacznie, powstał wtedy wąski sięgacz między pierzeją wschodnią a magazynem, który nazywano Klein Burgfeld. W roku 1745 wprowadzono także po raz pierwszy numerację domów, służyła ona jednak jedynie celom fiskalnym, a nie ułatwieniu orientacji. Wschodnia część wraz z budynkami arsenału i szpitala uzyskała numery od 371 do 379, a południowa od 382 do 392. Źródła z końca XVIII i pierwszej połowy XIX w. opisują Burgfeld jako miejsce ponure i mało ciekawe, a stan budynków mieszkalnych określają jako zły. Nowe kamienice stawiane w miejsce wyburzanych starych domów powstawały w następnych latach XIX stulecia. Po jego koniec ulicę skanalizowano i doprowadzono do mieszkań bieżącą wodę. Działania wojenne w roku 1945 spowodowały duże zniszczenia w zabudowie ulicy. Rozebrane zostały całkowicie wypalone barokowe kamienice we wschodniej pierzei oraz budynek magazynu wojskowego. Zdecydowanie w lepszym stanie zachowały się domy w pierzei południowej, jedynie dwa z nich w wyniku zniszczeń trzeba było rozebrać.

## Zabudowa
Zabudowę ulicy tworzy obecnie osiem budynków. Z północnego odcinka zachowała się jedynie dawna apteka szpitala Wszystkich Świętych z numerem adresowym 6. Północna pierzeję południowego odcinka zajmuje dawny arsenał – nr 9. Natomiast południową pierzeję zajmuje hotel Centrum Dikul – nr 17–19 oraz pięć kamienic czynszowych z numerami: 12–13, 14, 15, 16 i 20. Wszystkie budynki powstały jeszcze przed końcem XIX w. Spośród kamienic najstarsza jest ta z numerem 16, również kamienice o numerach 12–13 oraz 14 powstały przed rokiem 1860, pozostałe dwie powstały między rokiem 1870 a 1890. Trzy spośród budynków: dawna apteka, arsenał i kamienica nr 16 znajdują się w rejestrze zabytków.

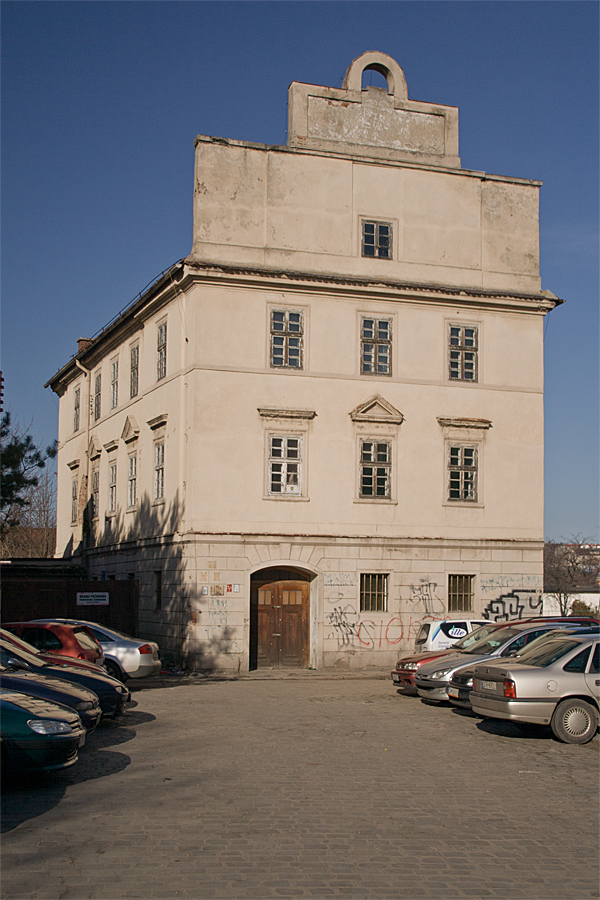
Dawna apteka

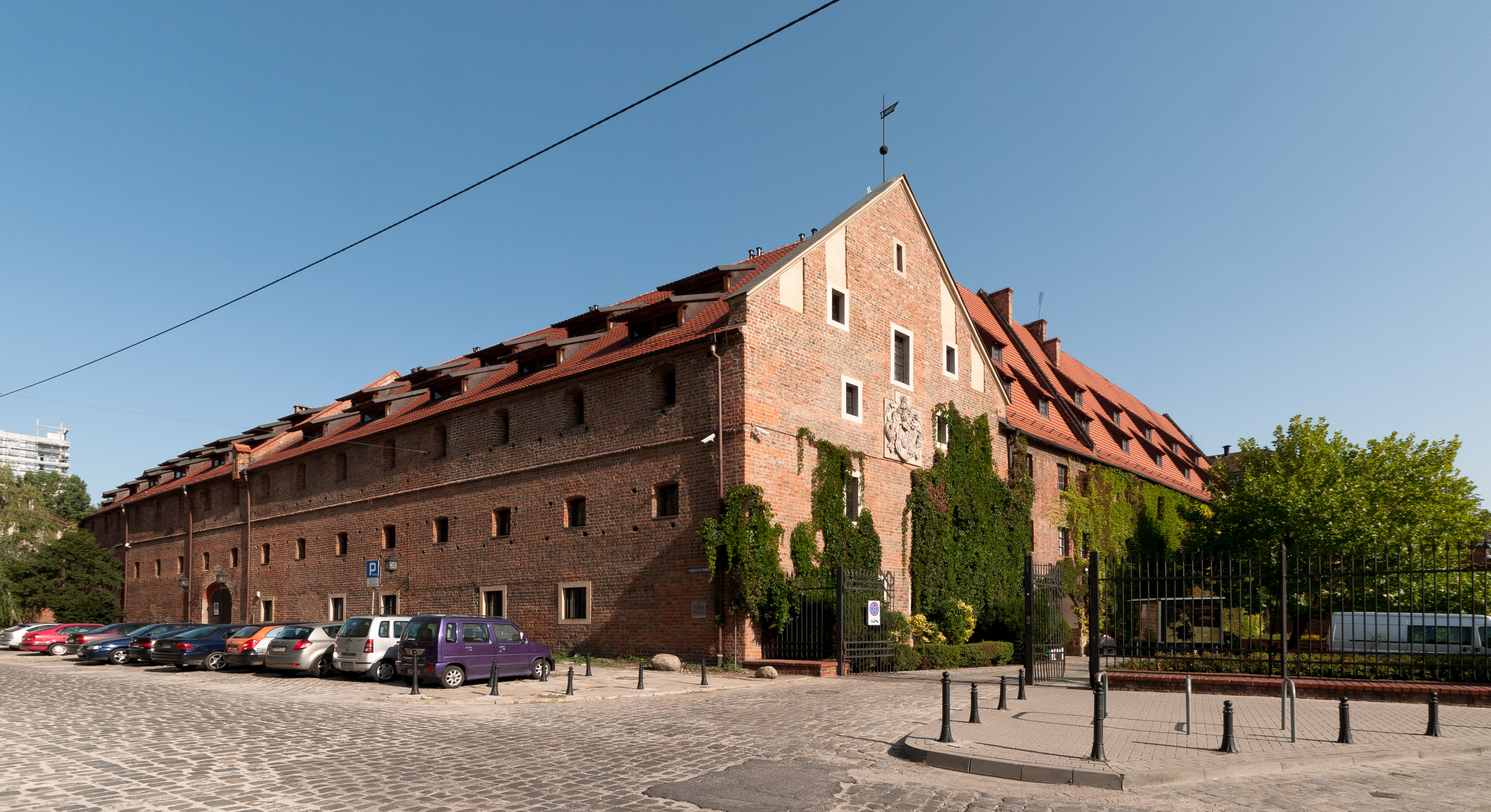
Arsenał Miejski

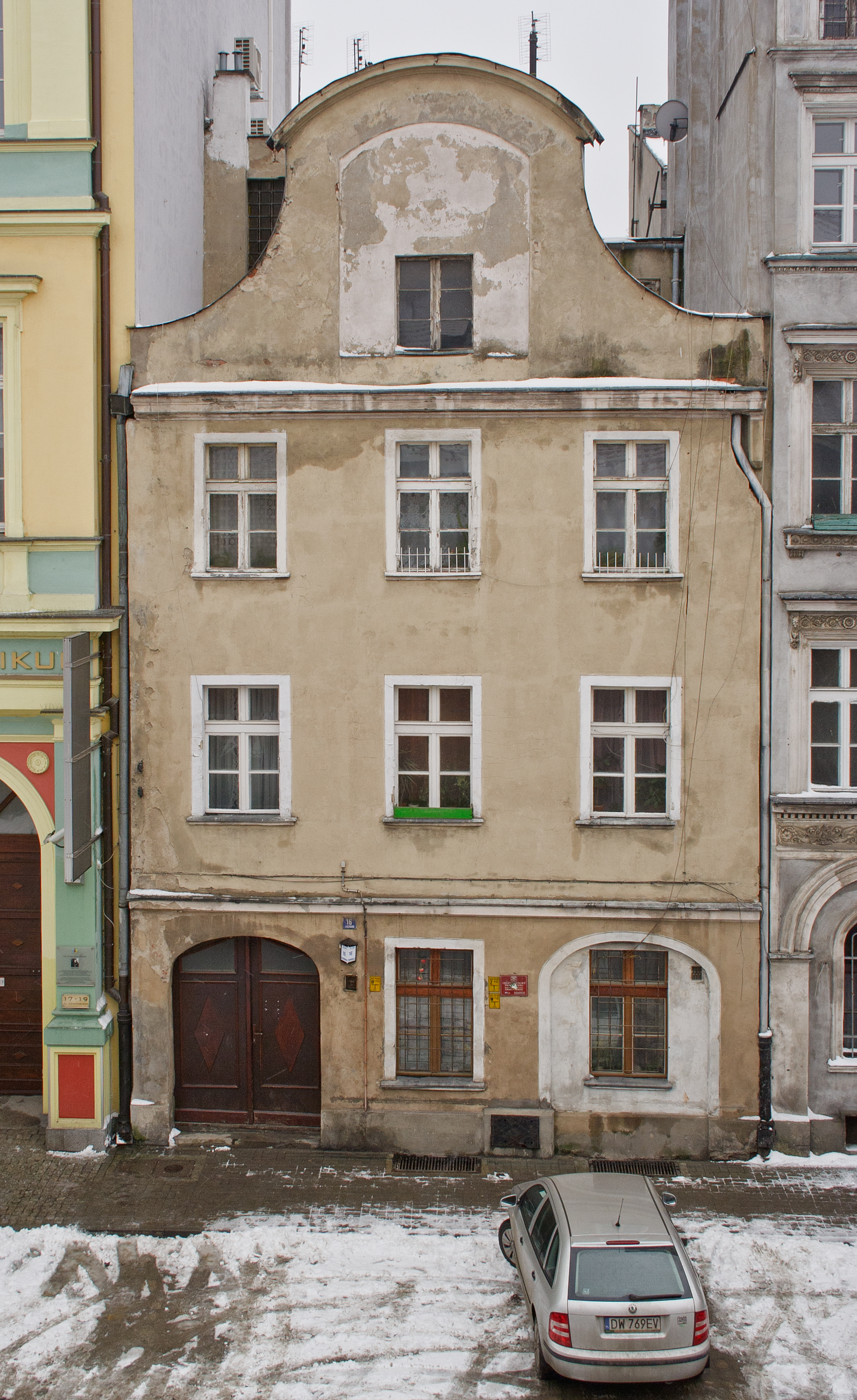
Cieszyńskiego 16

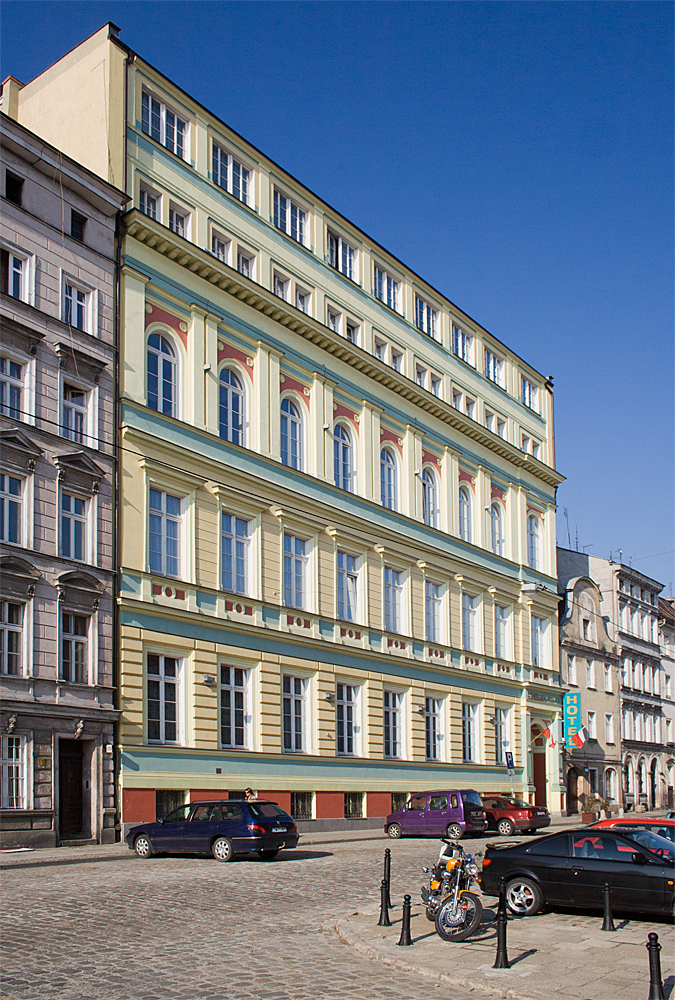
Hotel Centrum Dikul

Apteka szpitalna powstała na fundamentach dawnej furty wodnej zbudowanej w pierwszej połowie XVI w., a zamurowanej w roku 1743. Jest to trzykondygnacyjny budynek na planie nieregularnego pięciokąta, otynkowany, kryty dwuspadowym dachem, którego frontową elewację zdobi szczyt z attyką zawierającą groteskę z herbem Wrocławia. Apteka w tym budynku, obok którego znajdowała się przez ponad trzy stulecia główna brama szpitalna, funkcjonowała od roku 1802 do połowy lat pięćdziesiątych XIX w., kiedy to główne wejście na tereny szpitala zostało przeniesione do południowej części zespołu od strony obecnego placu Jana Pawła II. Aptekę natomiast przeniesiono do lokalu na parterze kamienicy między ulicami św. Mikołaja i Ruską. Od tego czasu budynek ten pełnił funkcję szpitalnej kaplicy oraz prosektorium. W okresie powojennym aż do czasu likwidacji szpitala w roku 2007 również znajdowało się tu prosektorium z kaplicą, a na górnych kondygnacjach archiwum szpitalne.
Arsenał Miejski zwany też Mikołajskim powstał w latach 1459–1658, jest budynkiem murowanym, licowanym cegłą, który tworzą cztery jednotraktowe skrzydła połączone wokół dziedzińca o nieregularnym kształcie. Od strony północnej i zachodniej przylegał do zewnętrznej linii murów miejskich. Zachodnie skrzydło arsenału ujęte jest dwie baszty – półcylindryczną i czworoboczną z otworami strzelniczymi. Budynek pełnił przez wieki funkcję spichlerza oraz magazynu broni oraz kul armatnich, nie przetrzymywano tu natomiast ze względów bezpieczeństwa prochu. Najstarsze skrzydło południowe zbudowano w latach 1459–1463, następnie około roku 1562 dobudowano skrzydło północne oraz południową część wschodniego, około roku 1578 powstało skrzydło zachodnie, całość wypełnił północny fragment skrzydła wschodniego zbudowany w latach 1656–1657. W latach 1743–1745 od strony wschodniej dobudowano trzy skrzydła czterokondygnacyjnego magazynu wojskowego w stylu barokowym, a w roku 1825 od strony południowej warsztat artyleryjski. W XVIII w. powszechnie stosowano nazwy skrzydeł budynku arsenału pochodzące od pól tworzących herb Wrocławia, południowe skrzydło nazywano skrzydłem św. Jana Chrzciciela, zachodnie – Lwa, północne – Orła, północna część wschodniego nosiło nazwę św. Jana Ewangelisty lub Panny, a jego południowa część Litery „W”. Do roku 1945 arsenał był niedostępny dla ludności cywilnej. Zniszczony częściowo w czasie oblężenia miasta pod koniec II wojny światowej arsenał został zabezpieczony, a następnie odbudowany pod kierunkiem Marcina Bukowskiego, nie odbudowano natomiast przyległych budynków magazynu i warsztatu. Od roku 1971 arsenał pełni funkcje muzealne, mieszczą się tu Muzeum Archeologiczne i Muzeum Militariów będące oddziałami Muzeum Miejskiego oraz Archiwum Budowlane Miasta Wrocławia, które jest oddziałem Muzeum Architektury.
Kamienica nr 16 jest reliktem dawnej barokowej zabudowy mieszkalnej tej ulicy, wypieranej w XIX w. przez większe kamienice czynszowe. Jest to dwupiętrowa trzyosiowa kamienica, kryta dwuspadowym dachem, zwieńczona szczytem zakończonym łukiem odcinkowym i ujętym z obu stron w spływy, na parterze znajduje się obszerna sień. Wzniesiona została w drugiej połowie XVI w., była dwukrotnie przebudowywana, najpierw w XIX przez dostawienie dodatkowego trzeciego traktu oraz w latach 60 XX w., kiedy to przebudowano układ wnętrz klatkę schodową oraz dodano jedną kondygnację od strony podwórka.
Hotel Centrum Dikul mieści się w budynku wybudowanym w latach 1875–1877 na potrzeby uniwersyteckiej kliniki okulistycznej. W tamtym czasie większość klinik uniwersyteckich mieściła się w budynkach pobliskiego szpitala Wszystkich Świętych. W trzykondygnacyjnym budynku kliniki znajdowała się sala operacyjna, sale chorych oraz jadalnia, gabinety lekarzy, sala wykładowa i poczekalnia. W roku 1899 po przeprowadzce okulistów do nowego zespołu klinik uniwersyteckich przy ul. Chałubińskiego budynek przejęła inna medyczna katedra uniwersytetu – stomatologiczna. Po roku 1945 budynek nadal użytkowała klinika stomatologiczna uniwersytetu, a później wydzielonej z niego Akademii Medycznej, aż do roku 2004. Po opuszczeniu budynku przez stomatologów wykonano jego generalny remont i urządzono tu trzygwiazdkowy hotel. Pierwotnie dwupiętrowy budynek był dwukrotnie powiększany o jedną kondygnację, pierwszy raz w roku 1922, po raz drugi w czasie adaptacji na hotel.